# Pierre Carmien
 (mai 2013).
Si vous disposez d'ouvrages ou d'articles de référence ou si vous connaissez des sites web de qualité traitant du thème abordé ici, merci de compléter l'article en donnant les références utiles à sa vérifiabilité et en les liant à la section « Notes et références ».
Pierre Jacques Carmien dit Carmien de Luze, né à Luze (Haute-Saône) le 13 juin 1834 et mort à Nantes (Loire-Atlantique) le 18 octobre 1907, est un, mécanicien, horloger, inventeur et fabricant de jouets français.

## Biographie
Après les cours de l'école communale de Luze, Pierre Carmien est élève au collège de Montbéliard, quand, à 14 ans, il imagine le « piano à écrire »[réf. souhaitée], l’ancêtre de la machine à écrire. L'appareil, équipé de touches en relief, permettait de reproduire mécaniquement des caractères sur une feuille de papier. Il avait été réalisé avec l'aide de deux camarades dont l'un était fils du brigadier de la gendarmerie de Montbéliard. Le piano à écrire est alors testé par les gendarmes pour taper leurs rapports.
Ce n'est que dix ans plus tard, en novembre 1858, que le brevet est déposé. Mais aucun industriel ne s’intéresse à cette invention, estimant qu'elle « n’a aucun avenir »[réf. souhaitée]. Il faudra attendre sa version américaine pour que la machine à écrire commence la carrière qu'on lui connaît aujourd'hui.
À la même époque, Pierre Carmien met au point une machine à coudre « à navette, fonctionnant aux pieds avec une pédale ». Testée par les épouses des gendarmes, l'invention sera brevetée en mai 1868, puis vendue à la famille Peugeot qui la fabriquera à Audincourt. Lors de l’Exposition universelle de Paris de 1878, ce sera Benjamin Peugeot qui sera gratifié de cette invention, obtenant à cette occasion la Légion d'honneur.
Entre 1855 et 1906, Carmien déposera au total 61 brevets pour des inventions aussi diverses que le compas à ellipses, le compteur à eau, le roulement à billes pour bicyclette à roue libre, l’embrayage automatique, le parapluie-canne, la tondeuse électrique pour animaux, le mixeur pour la mayonnaise, le bouton de manchettes à bascule, le tire-bouchon à hélice, , etc. En 1862, il invente un aérostat fusiforme mû par un barillet d'horlogerie et, en 1863, le compas elliptique qui porte son nom.
En 1864, il dépose un brevet sur « l’application et la transmission des forces des vagues » qui préfigure le principe des usines marémotrices.
Pendant le siège de Belfort, il invente la montre à remontoir et met au point des montgolfières à gaz qui sont utilisées pour transporter des dépêches à Besançon. Instituteur (1870), il enseigne au collège de Luxeuil (1884). En 1883, il a déposé un brevet pour un « aviateur vertical » qui n'est autre qu'un hélicoptère. Aucune entreprise française ne s’y intéressa. Il refusa l'offre de rachat d'industriels étrangers, estimant (à tort) que cette invention devait intéresser la Défense nationale.
Il est aussi à l'origine du gaz Carmien qui sera exploité à Nantes par la Société du Gaz Carmien.
Contremaître dans une usine à Montbéliard, il meurt le 18 octobre 1907 à Nantes ; il demeure alors au no 62 de la rue d'Allonville. Il est enterré au cimetière Miséricorde.
Jules Verne, un autre Nantais, le mentionne dans sa nouvelle À propos du Géant.